# Star Trek: First Contact
Star Trek: First Contact er en amerikansk science fiction-film fra 1996, instrueret af Jonathan Frakes. 

## Medvirkende
- Patrick Stewart som Kaptajn Jean-Luc Picard
- Jonathan Frakes som Kommandør William T. Riker
- Brent Spiner som Lt. Commander Data
- LeVar Burton som Lt. Commander Geordi La Forge
- Michael Dorn som Lt. Commander Worf
- Gates McFadden som Dr. Beverly Crusher
- Marina Sirtis som Counselor Cmdr. Deanna Troi
- Alfre Woodard som Lily Sloane
- James Cromwell som Dr. Zefram Cochrane
- Alice Krige som Borgerne dronning
- Neal McDonough som Løjtnant Sean Hawk
- Michael Horton som Løjtnant Daniels
- Robert Picardo som Emergency Medical Hologram
- Dwight Schultz som Løjtnant Reginald Barclay
- Patti Yasutake som Nurse Alyssa Ogawa
- Jeff Coopwood som Stemme til Borgerne